# Alpha Centuri
Alpha Centuri is een Brits historisch merk van motorfietsen.
Alpha Centuri was gevestigd in Dudley (Worcestershire).
Het bedrijf produceerde al sinds 1958 onderdelen voor Villiers-tweetaktmotoren, waaronder een verbeterde krukas en later een compleet nieuw ondercarter. In 1967 werd geprobeerd een serie 250cc-productieracers op te zetten, met roterende inlaten die tussen de twee vliegwielen zaten en werden gevoed door slechts één carburateur. De machines waren voorzien van een Albion-versnellingsbak en hadden een DMW-frame. De topsnelheid bedroeg 190 km/h. De productie kwam echter niet van de grond: er werden slechts acht machines gebouwd.